# Marines, en avant !
Pour plus de détails, voir Fiche technique et Distribution.
Marines, en avant ! (titre original : Marines, Let's Go!) est un film américain réalisé par Raoul Walsh, sorti en 1961.

## Synopsis
Pendant la Guerre de Corée, trois Marines, David Chatfield, Skip Roth, et Desmond McCaffrey, bénéficient d'une permission au Japon. Ils y vivent diverses aventures sentimentales, avant d'être rappelés au front.

## Fiche technique
- Titre original : Marines, Let's Go!
- Réalisation : Raoul Walsh
- Scénario : Raoul Walsh, John Twist
- Direction artistique : Jack Martin Smith, Alfred Ybarra
- Costumes : Ed Wynigear
- Photographie : Lucien Ballard
- Son : Bernard Freericks, Warren B. Delaplain
- Montage : Robert L. Simpson
- Musique : Irving Gertz
- Production : Raoul Walsh
- Société de production : Twentieth Century Fox Film Corporation
- Société de distribution : Twentieth Century Fox Film Corporation
- Pays de production :  États-Unis
- Langue originale : anglais
- Format : couleur — 35 mm — 2,35:1 (CinemaScope) —  son Mono (Westrex Recording System)
- Genre : Comédie dramatique
- Durée : 103 minutes
- Date de sortie :
  - États-Unis : 15 août 1961

## Distribution
- Tom Tryon : Skip Roth
- David Hedison : Dave Chatfield
- Tom Reese : Desmond McCaffrey
- Linda Hutchins : Grace Blake
- William Tyler : Russ Waller
- Barbara Stuart : Ina Baxter
- David Brandon : Newt Levells
- Steve Baylor : Chase
- Peter Miller : Hawkins
- Adoree Evans : Ellen Hawkins
- Hideo Imamura : Pete Kono
- Vince Williams : Hank Dyer
- Fumiyo Fujimoto : Song-Do
- Henry Okawa : Yoshida